# Gilling Castle
Gilling Castle är ett slott i Storbritannien.   Det ligger i grevskapet North Yorkshire och riksdelen England, i den centrala delen av landet, 300 km norr om huvudstaden London. Gilling Castle ligger 93 meter över havet.
Terrängen runt Gilling Castle är lite kuperad. Runt Gilling Castle är det ganska tätbefolkat, med 52 invånare per kvadratkilometer. Närmaste större samhälle är Haxby, 18,8 km söder om Gilling Castle. Trakten runt Gilling Castle består i huvudsak av gräsmarker.